# Caso Marita Verón
O Caso Marita Verón é uma investigação e um processo judicial iniciado em 8 de fevereiro de 2012 após o desaparecimento de María de los Ángeles “Marita” Verón em 3 de abril de 2002, uma mulher argentina de 23 anos de idade na província de Tucumán, Argentina. Marita continua desaparecida. O caso foi vinculado ao tráfico de pessoas e à prostituição forçada, concentrando a atenção do público e uma ampla cobertura da mídia. A referência ao caso é o Caso No. 23554/2002, e o nome do caso é “Tomás Benjamin Aranda y otros s/ Privación Ilegítima de la Libertad y Promoción de la Prostitución en Concurso Víctima, María de los Ángeles Verón”.
Marita Verón desapareceu em San Miguel de Tucumán em 3 de abril de 2002. Seus pais, a investigação policial e os sucessivos promotores envolvidos no caso sustentaram que se tratava de um sequestro para fins de tráfico de pessoas para prostituição, identificando vários suspeitos. Essa acusação baseia-se inteiramente em provas testemunhais. De acordo com as informações fornecidas, Marita foi sequestrada para ser usada em uma festa de sexo, seu primeiro destino para exploração. Ela conseguiu escapar, mas foi capturada novamente. Uma prostituta disse que foi levada por um cafetão, que a manteve em sua casa e a vendeu dois dias depois por 2.500 pesos a uma loja de uísque em La Rioja. A prostituta disse que foi sequestrada por um cafetão, que a manteve em sua casa e a vendeu dois dias depois por 2.500 pesos a uma loja de uísque em La Rioja.
O caso chegou à fase de julgamento oral no início de 2012, e todos os réus foram absolvidos em dezembro de 2012. A justificativa básica para a decisão foi que os testemunhos nos quais a acusação se baseou não eram confiáveis, além de serem contraditórios entre si. A decisão foi severamente criticada por uma ampla gama de setores. O caso chegou à Suprema Corte de Tucumán, que em dezembro de 2013 anulou a absolvição e condenou todos os acusados.
A mãe de Marita, Susana Trimarco, não conseguiu encontrar sua filha, mas conseguiu tornar o caso emblemático e mapear o tráfico de pessoas. Em 2007, Susana Trimarco promoveu a Fundação María de los Ángeles, que oferece assistência gratuita e abrangente a familiares e vítimas de tráfico de pessoas e conseguiu libertar vários milhares de mulheres. O caso deu visibilidade ao tráfico de pessoas e à rede de corrupção do Estado. O caso também deu ao público a oportunidade de saber mais sobre o tráfico de pessoas e a rede de corrupção no Estado. Nos últimos anos, o caso de Marita de los Ángeles tornou-se um caso emblemático.

## Contextualização
Filha de Susana Trimarco e Daniel Verón, María de los Ángeles Verón (conhecida como Marita Verón) havia saído de casa em 3 de abril de 2002 para ir a uma consulta médica e, de acordo com a descrição de uma testemunha, foi sequestrada por pessoas que saíam de um carro vermelho. Três dias depois, ela foi descoberta pela polícia no vilarejo de La Ramada, a mais de 30 quilômetros de distância, usando sapatos de salto alto em vez dos chinelos que usava quando desapareceu. Esses policiais a levaram para a delegacia de polícia e depois para o terminal de ônibus, mas ela nunca chegou ao seu destino.
A investigação levou a três cabarés do riojanos, “Candy”, “El Candilejas” e “El Desafío” (agora renomeado “La Isla”), que funcionavam como fachada para a prostituição. O Tribunal de Apelações de Tucumán os descreveu da seguinte forma: “Locais destinados ao exercício da prostituição onde existe um sistema de recrutamento de mulheres, inclusive por meio da privação de liberdade”.
Uma das mulheres libertadas graças à investigação, cujo nome não foi divulgado, declarou que a viu em “Candy”, drogada, usando uma peruca e lentes de contato azul-claras. Ela então a perdeu de vista, mas ouviu o possível gerente da loja de uísque comentar: “Esses idiotas estão procurando por ela e ela está na Espanha”. O nome da mulher é Lidia Medina e ela está sendo processada por “privação ilegal de liberdade agravada e promoção de prostituição”, juntamente com seu filho e a esposa dele.
Outros aspectos da investigação incriminaram Daniela Milhein, de Tucumán, que supostamente pretendia levar Marita para Río Gallegos. Ela foi presa junto com seu marido e um oficial de La Rioja que transportava mulheres. Uma mulher de Misiones, uma mulher de Córdoba e duas mulheres de Buenos Aires foram libertadas. Foram obtidas informações sobre uma rede de prostituição na Espanha, da qual 17 mulheres foram resgatadas, mas Marita não foi encontrada entre elas.
Foi aberto um processo judicial, no qual mais de 10 pessoas estão aguardando julgamento, e no decorrer do qual 21 mulheres sequestradas de forma semelhante foram resgatadas.

## Investigação
Outros ramos da investigação incriminaram Daniela Milhein, de Tucumán, que pretendia transportar Verón para Rio Gallegos. Ela foi detida junto com seu marido e um funcionário da província de La Rioja que estava transportando mulheres. As batidas levaram à libertação de uma série de mulheres. Isso inclui uma mulher da província de Misiones, uma da província de Córdoba e duas da província de Buenos Aires. Mais informações foram obtidas sobre a rede de prostituição na Espanha, da qual 17 mulheres foram resgatadas, mas Verón não foi encontrada entre elas.
Em 8 de fevereiro de 2012, treze pessoas acusadas de sequestrar Verón e vendê-la a traficantes que a forçaram a se prostituir foram a julgamento em um tribunal em Tucumán.

## Repercussões do caso
Susana Trimarco não conseguiu encontrar sua filha, mas o caso de Marita tornou-se um emblema e sua busca possibilitou o mapeamento do tráfico de pessoas. Em 2007, Susana Trimarco criou a Fundação María de los Ángeles, que oferece assistência gratuita e abrangente a familiares e vítimas de tráfico humano e conseguiu libertar milhares de mulheres. O caso de Marita deu visibilidade ao caso de Marita.
O caso de Marita deu visibilidade ao tráfico de pessoas e à rede de corrupção do Estado. Em abril de 2008, a luta de Marita pela libertação de sua família foi um grande motivo de preocupação.
Em abril de 2008, a luta de Trimarco deu impulso à Lei 26364 sobre Prevenção e Punição do Tráfico de Pessoas e Assistência às Vítimas. Posteriormente, após a absolvição de 2013, a lei foi aprimorada, eliminando a figura do consentimento como uma situação que atenuava a pena do traficante.. A lei foi alterada em abril de 2008.